# Những đứa trẻ trong sương
Những đứa trẻ trong sương (tiếng Anh: Children of the Mist) là một bộ phim tài liệu Việt Nam của đạo diễn Hà Lệ Diễm, nội dung xoay quanh tập tục “bắt vợ” của cộng đồng người dân tộc H’Mông.
Phim theo chân một cô bé 12 tuổi người H’Mông sống tại Sapa (tỉnh Lào Cai) tên Di, cùng em trải qua những ngày tháng tuổi thơ vô tư, hồn nhiên, đến khoảnh khắc em trở thành thiếu nữ. Bộ phim phản ánh sự va chạm, xung đột giữa những giá trị văn hóa truyền thống với hiện đại, những thách thức mà các bé gái người dân tộc thiểu số phải đối mặt trong xã hội khi đối diện với tục kéo vợ của người dân tộc mình.

## Nội dung
Phim kể câu chuyện của cô bé Má Thị Di, người Mông, 14 tuổi. Một ngày mùa xuân, Di được cậu bé Vang trạc tuổi chọn làm vợ. Di cố gắng chống lại sự sắp đặt theo truyền thống. Mẹ của em mâu thuẫn giữa việc tôn trọng tục lệ hay bảo vệ hạnh phúc của con. Trong khi bà nội và bố cho Di quyền tự quyết định.  

## Sản xuất
Đạo diễn Hà Lệ Diễm ban đầu có ý tưởng làm một bộ phim tài liệu về nạn buôn bán phụ nữ trẻ em qua biên giới nhưng không thành. Sau đó, nhờ tham gia chuyến đi kéo dài 1 tháng của Viện nghiên cứu Xã hội, Kinh tế và Môi trường (iSEE) lên Sapa để tìm hiểu và sáng tác về cuộc sống của các cộng đồng người dân tộc thiểu số, cô được ở nhờ nhà của bố Di (nhân vật chính) tại đây cô có cơ hội tham gia vào các lớp học dành cho trẻ em Mông ở làng của Di, cùng sống, cùng chơi với Di và các bạn khác. "Tôi lấy máy quay ra và quay cô bé cùng các bạn, tụi trẻ con thích lắm. Rồi nhìn Di và bọn trẻ con chơi đùa, tôi chợt nhớ lại ngày xưa mình cũng chơi vui như thế, cũng có một thế giới riêng của mình. Các bạn tôi lấy chồng cũng rất sớm, cảm giác khi chẳng còn ai chơi với mình rất buồn. Tôi nghĩ Di và các bạn cô bé rồi cũng sẽ có một lúc nào đó cảm thấy vậy. Thế nên tôi muốn làm một bộ phim lưu giữ lại kỷ niệm tuổi thơ, và khi nào tuổi thơ ấy sẽ biến mất. Tôi không nhớ ngày xưa mình đã lớn lên khi nào, và khi nào tuổi thơ mình đã khép lại, chỉ tự nhiên thấy một ngày kia mình đã lớn. Tôi muốn dùng máy quay ghi lại tất cả những gì mong manh mà mình không thể nhìn thấy được, thế nên đã nảy ra ý tưởng theo chân Di đến khi Di lớn." Đạo diễn nói.
Bộ phim bấm máy năm 2017 và hoàn thành cuối 2021. Bản nháp phim được quay trong 3 năm rưỡi. Việc dịch tiếng H'Mông sang tiếng Việt và tiếng Anh mất 4 tháng, khâu hậu kỳ, xem nháp, dựng thô mất hơn 6 tháng, tiếp đó, phim được gửi hậu kỳ ở Thái Lan thêm 1 tháng rưỡi, hòa âm chỉnh màu khoảng 2 tuần.

## Công chiếu
Phim đã tham gia nhiều liên hoan phim lớn nhỏ như IDFA (Hà Lan), Liên hoan phim quốc tế về giáo dục (Festival du film d'éducation, Pháp), Liên hoan phim quốc tế Cork (Ireland)... cũng như được chiếu tại nhiều rạp ở Pháp, Mỹ (New York, California). Đồng thời có mặt trong Shortlist 15 Phim tài liệu xuất sắc tại giải Oscar lần thứ 95. Đây cũng là kỷ lục đầu tiên mà phim Việt Nam làm được.
Tại Việt Nam phim được chiếu trong Liên hoan phim quốc tế Hà Nội năm 2022 với số lượng người xem vượt dự kiến, khiến khán giả phải ngồi tràn ra lối đi.

## Đánh giá
Ban tổ chức Liên hoan phim tài liệu quốc tế Amsterdam đánh giá về bộ phim: "Những nhà làm phim tài liệu đôi khi thiết lập các mối quan hệ mật thiết với nhân vật gây nên trở ngại cho vai trò đạo diễn của họ. Nhưng nhà làm phim đầu tay này đã tạo được sự cân bằng, tách tình cảm của mình ra khỏi câu chuyện xúc động của cô gái H’Mông bị kẹt ở độ tuổi trẻ thơ và trưởng thành, giữa truyền thống và hiện đại, ở vùng quê Việt Nam xa xôi. Vì cách xử lý nhạy cảm, hợp lẽ, minh bạch của mình, Hà Diễm Lệ nhận được giải thưởng "Đạo diễn xuất sắc nhất" như thành quả cho bộ phim của mình".

## Giải thưởng
| Năm  | Giải thưởng                                      | Hạng mục                                         | Đề cử                     | Kết quả           | Nguồn                       |
| ---- | ------------------------------------------------ | ------------------------------------------------ | ------------------------- | ----------------- | --------------------------- |
| 2021 | Liên hoan phim tài liệu quốc tế Amsterdam        | Đạo diễn xuất sắc nhất - Tranh giải quốc tế      | Hà Lệ Diễm                | Đoạt giải         | [ 8 ]                       |
| 2021 | Liên hoan phim tài liệu quốc tế Amsterdam        | Giải đặc biệt của ban giám khảo cho phim đầu tay | Những đứa trẻ trong sương | Đoạt giải         | [ 8 ]                       |
| 2021 | Liên hoan phim tài liệu quốc tế Amsterdam        | Phim tài liệu dài xuất sắc nhất                  | Những đứa trẻ trong sương | Đề cử             | [ 9 ]                       |
| 2022 | Liên hoan phim quốc tế San Francisco             | Phim tài liệu xuất sắc nhất                      | Những đứa trẻ trong sương | Đề cử             | [ 9 ]                       |
| 2022 | Liên hoan phim DocAviv                           | Phim tài liệu quốc tế xuất sắc                   | Những đứa trẻ trong sương | Đoạt giải         | [ 10 ]                      |
| 2022 | Liên hoan phim quốc tế về giáo dục               | Giải thưởng lớn cho phim truyện tài liệu         | Những đứa trẻ trong sương | Đoạt giải         | [ 11 ]                      |
| 2022 | Liên hoan phim Balimakarya                       | Phim tài liệu Đông Nam Á xuất sắc                | Những đứa trẻ trong sương | Đoạt giải         | [ 5 ]                       |
| 2022 | Giải thưởng Điện ảnh Châu Á Thái Bình Dương      | Phim tài liệu xuất sắc nhất                      | Những đứa trẻ trong sương | Đề cử             | [ 9 ]                       |
| 2022 | Liên hoan phim quốc tế Bergen                    | Phim tài liệu nhân quyền xuất sắc nhất           | Những đứa trẻ trong sương | Đề cử             | [ 9 ]                       |
| 2022 | Liên hoan phim quốc tế Calgary                   | Phim tài liệu quốc tế xuất sắc nhất              | Những đứa trẻ trong sương | Đề cử             | [ 9 ]                       |
| 2022 | Cinéma du Réel                                   | Giải Clarens cho phim Tài liệu Nhân văn          | Những đứa trẻ trong sương | Đoạt giải         | [ 9 ]                       |
| 2022 | Liên hoan phim tài liệu quốc tế DMZ              | Giải thưởng lớn                                  | Những đứa trẻ trong sương | Đề cử             | [ 9 ]                       |
| 2022 | Liên hoan phim ngắn và tài liệu quốc tế Dokufest | Giải nhân quyền                                  | Những đứa trẻ trong sương | Đề cử             | [ 9 ]                       |
| 2022 | Liên hoan phim Cork                              | Giải phim tài liệu điện ảnh                      | Những đứa trẻ trong sương | Đoạt giải         | [ 9 ]                       |
| 2022 | Liên hoan phim tài liệu DOXA                     | Giải thưởng phim truyện tài liệu                 | Những đứa trẻ trong sương | Đoạt giải         | [ 9 ]                       |
| 2022 | Liên hoan phim quốc tế Guanajuato                | Phim tài liệu quốc tế xuất sắc nhất              | Những đứa trẻ trong sương | Đoạt giải         | [ 9 ]                       |
| 2022 | Liên hoan phim quốc tế Hồng Kông                 | Giải thưởng của Ban giám khảo                    | Những đứa trẻ trong sương | Đoạt giải         | [ 9 ]                       |
| 2022 | Liên hoan phim quốc tế Hồng Kông                 | Giải Golden Firebird                             | Những đứa trẻ trong sương | Đề cử             | [ 9 ]                       |
| 2023 | Giải Oscar                                       | Phim tài liệu hay nhất                           | Những đứa trẻ trong sương | Lọt vào danh sách | [ 12 ] [ 13 ] [ 14 ] [ 15 ] |
| 2023 | Liên hoan phim Châu Á Đà Nẵng                    | Phim hay nhất - Hạng mục phim châu Á             | Những đứa trẻ trong sương | Đoạt giải         | [ 16 ]                      |
| 2023 | Liên hoan phim Việt Nam                          | Giải Bông Sen cho phim tài liệu                  | Những đứa trẻ trong sương | Bông Sen Vàng     | [ 17 ] [ 18 ]               |
| 2023 | Liên hoan phim Việt Nam                          | Đạo diễn xuất sắc phim tài liệu                  | Hà Lệ Diễm                | Đoạt giải         | [ 17 ] [ 18 ]               |